# Campionatul Regional de Fotbal al României 1952
Campionatul Regional 1952 a fost cel de-al 24-lea sezon al Campionatului Regional de Fotbal al României, al doilea ca nivel al treilea al sistemului de ligi ale fotbalului românesc.

## Format
În acest sezon al Campionatului Regional de Fotbal al României, au fost 28 de serii. Numărul de echipe dintr-o serie au fluctuat de la 8 la 16 echipe.

### Playofful de promovare
Treizeci și două de echipe au participat la barajul pentru promovarea în 1953 Divizia B, douăzeci și opt de echipe de campioană regională și patru echipe de campioană a orașului (Galați, București, Timișoara și Stalin), câte unul din fiecare grupă geografică.
Cele treizeci și două de echipe au fost împărțite în patru grupe de câte opt fiecare, pe criterii geografice. Play-off-ul s-a jucat în runde eliminatorii în sistem tur-retur, iar meciurile care s-au încheiat la egalitate au fost reluate într-un al treilea joc pe teren neutru.
Câștigătorii fiecărei grupe au fost promovați. Cu toate acestea, după încheierea sezonului, Federația Română de Fotbal a decis să mărească numărul de echipe promovate, întrucât cele două serii ale diviziei a doua au fost extinse de la 12 la 16, și au fost promovați și perdanții din turul al treilea.

## Campionate regionale
| Est - Bacău (BC) - Bârlad (BD) - Botoșani (BT) - Galați (GL) - Iași (IS) - Putna (PT) - Suceava (SV) | Sud - Argeș (AG) - București (B) - Buzău (BZ) - Constanța (CT) - Ialomița (IL) - Prahova (PH) - Teleorman (TR) | Vestă - Arad (AR) - Dolj (CJ) - Gorj (GJ) - Hunedoara (HD) - Severin (SR) - Timișoara (TM) - Vâlcea (VL) | Nord - Baia Mare (BM) - Bihor (BH) - Cluj (CJ) - Mureș (MS) - Rodna (RD) - Sibiu (SB) - Stalin (ST) |

## Playoff de promovare

### Prima rundă
Meciurile s-au jucat pe 12, 19, 23 octombrie și 9 noiembrie 1952.
Regiunea 1 (Est)
- Dinamo Bacău (BC)	8–2	(SV) Știința Câmpulung Moldovenesc	4–0,	4–1
- Locomotiva Galați (GL)	6–0[a]	(PT) Vulturii MFA Focșani	3–0,	3–0
- Locomotiva Pașcani (IS)	8–0	(BT) Dinamo 3 Dorohoi	5–0,	3–0
- Dinamo Bârlad (BD)	1–6	(GL) Metalul Brăila	1–1	0–5

Regiunea 2 (Sud)
- Progresul Găești (AG)	3–6	(TR) Dinamo Turnu Măgurele	1–0,	2–6
- Șantierul Constanța (CT)	9–6	(PL) Flacăra Târgoviște	4–3,	2–3,	3–0[b]
- Spartac Giurgiu (B)	4–3	(IL) Dinamo Călărași	1–3,	3–0[c]
- Spartac Râmnicu Sărat (BZ)	1–5	(B) Dinamo 8 București	1–1,	0–4

Regiunea 3 (Vest)
- Metalul Reșița (SR)	7–1	(TM) Progresul Timișoara	6–0,	1–1
- Progresul Târgu Jiu (GJ)	0–9	(SB) Avântul Sebeș	0–5,	0–4
- Locomotiva Craiova (DJ)	6–1	(VL) Progresul Râmnicu Vâlcea	6–0,	0–1
- Șantierul Lugoj (TM)	2–5	(AR) Metalul Arad	0–3,	2–2[d]

Regiunea 4 (Nord)
- Progresul Bistrița (RD)	0–5	(BM) Avântul Sighetu Marmației	0–3[e],	0–2
- Avântul Reghin (MS)	4–3	(ST) Progresul Orașul Stalin	4–1,	0–2
- Metalul Hunedoara (HD)	4–1	(ST) Avântul Codlea	2–0,	2–1
- Spartac Salonta (BH)	1–6	(CJ) Flamura Roșie Turda	2–0,	1–3,	2–3[f]

a Rezultatele inițiale ale meciului, Locomotiva Galați – Vulturii MFA Focșani 0–0 și 1–1 au fost inversate ambele 3–0 în urma unui apel al formației gălățene.
b Meciul s-a disputat pe 23 octombrie 1952 la București.[3]
c Rezultatul inițial al meciului, Dinamo Călărași – Spartac Giurgiu 1–0, a fost inversat cu 0–3 în urma unui apel al formației din Giurgiu.
d Meciul s-a jucat pe 9 noiembrie 1952.
e Rezultatul inițial al meciului, 3–1, a fost inversat 0–3 în urma unui apel al formației din Sighetu Marmației.
f Meciul s-a disputat pe 23 octombrie 1952 la Deva.

### Runda secundă
Meciurile s-au jucat pe 2, 9, 13, 16 și 20 noiembrie 1952.
Regiunea 1 (Est)
- Dinamo Bacău (BC)	3–1	(GL) Locomotiva Galați	2–0[a],	1–1[b]
- Metalul Brăila (GL)	2–0	(IS) Locomotiva Pașcani	1–0,	1–0

Regiunea 2 (Sud)
- Spartac Giurgiu (B)	1–5	(TR) Dinamo Turnu Măgurele	1–1[c],	0–4[d]
- Dinamo 8 București (B)	1–2	(CT) Șantierul Constanța	1–0[a],	0–2[b]

Regiunea 3 (Vest)
- Avântul Sebeș (SB)	2–4	(SR) Metalul Reșița	2–2[a],	0–2[b]
- Metalul Arad (AR)	1–3	(DJ) Locomotiva Craiova	1–1[e],	0–0[f],	0–2[g]

Regiunea 4 (Nord)
- Avântul Reghin (MS)	5–4	(BM) Avântul Sighetu Marmației	3–1[b],	2–3
- Flamura Roșie Turda (CJ)	2–3	(HD) Metalul Hunedoara	2–2[a],	0–1[b]

a Meciul s-a jucat pe 2 noiembrie 1952.
b Meciul s-a jucat pe 9 noiembrie 1952.
c Meciul s-a jucat pe 16 noiembrie 1952.
d Meciul s-a jucat pe 19 noiembrie 1952.
e Meciul s-a jucat pe 13 noiembrie 1952.
f Meciul s-a jucat pe 20 noiembrie 1952.
g Meciul s-a disputat pe 23 noiembrie 1952 la București.

### A treia rundă
Regiunea 1 (East)
- Metalul Brăila (GL)	5–6	(BC) Dinamo Bacău	2–2[a],	1–1,	2–3[b]

Regiunea 2 (South)
- Dinamo Turnu Măgurele (TR)	0–2	(CT) Șantierul Constanța	0–2,	0–0[c]

Regiunea 3 (West)
- Locomotiva Craiova (DJ)	2–3	(SR) Metalul Reșița	2–1,	0–2[c]

Regiunea 4 (North)
- Avântul Reghin (MS)	6–2	(HD) Metalul Hunedoara	5–1[a],	2-0, 1–1[d]

a Meciul s-a jucat pe 16 noiembrie 1952.
b Meciul s-a jucat pe 5 decembrie 1952.
c Meciul s-a jucat pe 4 decembrie 1952.
d Meciul inițial jucat la Hunedoara, 2–0 pentru Metalul, a fost anulat și rejucat pe 4 decembrie 1952 la București.